# Claude Galy
Pas d'image ? Cliquez ici

a Compétitions nationales et continentales officielles uniquement.

Claude Galy, né le 17 mars 1948 à Carcassonne (Aude), est un joueur français de rugby à XIII dans les années 1970. Il occupe au cours de sa carrière le poste de demi de mêlée.
Il pratique le rugby à XIII au sein du club de l'A.S. Carcassonne remportant au cours de sa carrière le Championnat de France en 1972, avec ses coéquipiers Élie Bonal, André Ruiz, Bernard Guilhem, Raymond Toujas, Jean-Marie Bonal  et Adolphe Alésina.

## 1968-1974
- Collectif :
  - Vainqueur du Championnat de France : 1972 (Carcassonne).
  - Finaliste du Coupe de France : 1973 (Carcassonne).
  - International Junior
  - International Espoir

## Equipe 2
1. ↑  « Claude Galy, passeur de mémoire de Carcassonne XIII », sur lindependant.fr (consulté le 24 février 2025)